# Alfredo Espinoza Mateus

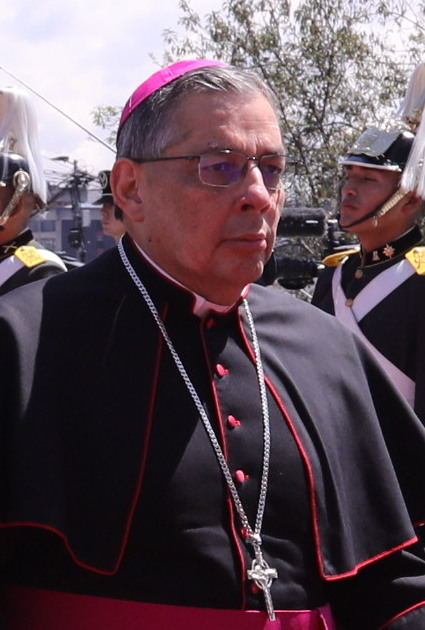
Alfredo Espinoza (2023)

Wappen von Alfredo Espinoza Mateus als Erzbischof von Quito

Alfredo José Espinoza Mateus SDB (* 22. April 1958 in Guayaquil) ist ein ecuadorianischer Ordensgeistlicher und römisch-katholischer Erzbischof von Quito.

## Leben
Alfredo Espinoza Mateus trat der Ordensgemeinschaft der Salesianer Don Boscos bei und empfing am 17. Dezember 1988 die Priesterweihe. Anschließend war er als Administrator mehrerer salesianischer Schulen in Guayaquil, Riobamba und Manta tätig. 2008 war er Delegierter der ecuadorianischen Salesianer für deren 26. Generalversammlung.
Papst Franziskus ernannte ihn am 20. Dezember 2013 zum Bischof von Loja. Der Apostolische Nuntius in Ecuador, Erzbischof Giacomo Guido Ottonello, spendete ihm am 18. Januar des folgenden Jahres die Bischofsweihe. Mitkonsekratoren waren der Altbischof von Machala, Luis Antonio Sánchez Armijos SDB, und der Bischof von Riobamba, Julio Parrilla Díaz.
Papst Franziskus ernannte ihn am 5. April 2019 zum Erzbischof von Quito. Die Amtseinführung erfolgte am 2. Mai desselben Jahres.